# العلاقات المنغولية النيوزيلندية
العلاقات المنغولية النيوزيلندية هي العلاقات الثنائية التي تجمع بين منغوليا ونيوزيلندا.

## مقارنة بين البلدين
هذه مقارنة عامة ومرجعية للدولتين:
| وجه المقارنة                                              | منغوليا         | نيوزيلندا                                              |
| --------------------------------------------------------- | --------------- | ------------------------------------------------------ |
| المساحة (كم2)                                             | 1.57 مليون      | 268.02 ألف                                             |
| عدد السكان (نسمة)                                         | 3.08 مليون      | 4.24 مليون                                             |
| الكثافة السكانية (ن./كم²)                                 | 1.96            | 15.82                                                  |
| العاصمة                                                   | أولان باتور     | ويلينغتون، أوكلاند                                     |
| اللغة الرسمية                                             | اللغة المنغولية | لغة إنجليزية، اللغة الماورية، لغة الإشارة النيوزيلندية |
| العملة                                                    | توغروغ منغولي   | دولار نيوزيلندي، الجنيه النيوزيلندي                    |
| الناتج المحلي الإجمالي (بليون دولار)                      | 11.49 مليار     | 205.85 مليار                                           |
| الناتج المحلي الإجمالي (تعادل القوة الشرائية) بليون دولار | 36.16 مليار     |                                                        |
| الناتج المحلي الإجمالي الاسمي للفرد دولار أمريكي          | 3.97 ألف        |                                                        |
| الناتج المحلي الإجمالي للفرد دولار أمريكي                 | 11.95 ألف       |                                                        |
| مؤشر التنمية البشرية                                      | 0.727           | 0.914                                                  |
| رمز المكالمات الدولي                                      | +976            | +64                                                    |
| رمز الإنترنت                                              | .mn             | .nz                                                    |
| المنطقة الزمنية                                           | ت ع م+08:00     | ت ع م+13:00، ت ع م+12:00                               |

## منظمات دولية مشتركة
يشترك البلدان في عضوية مجموعة من المنظمات الدولية، منها:
| علم المنظمة | اسم المنظمة                               | تاريخ انضمام منغوليا | تاريخ انضمام نيوزيلندا |
| ----------- | ----------------------------------------- | -------------------- | ---------------------- |
|             | البنك الدولي للإنشاء والتعمير             | 14 فبراير 1991       | 31 أغسطس 1961          |
|             | منظمة التجارة العالمية                    | ?                    | ?                      |
|             | المركز الدولي لتسوية المنازعات الاستشارية | 14 يوليو 1991        | 2 مايو 1980            |
|             | منظمة حظر الأسلحة الكيميائية              | ?                    | ?                      |
|             | منتدى آسيان الإقليمي ‏                     | ?                    | ?                      |
|             | الفريق المعني برصد الأرض                  | ?                    | ?                      |
|             | الأمم المتحدة                             | 27 أكتوبر 1961       | 24 أكتوبر 1945         |
|             | بنك التنمية الآسيوي                       | 1991                 | 1966                   |
|             | منظمة الشرطة الجنائية الدولية             | ?                    | ?                      |
|             | وكالة ضمان الاستثمار متعدد الأطراف        | 21 يناير 1999        | 22 أبريل 2008          |
|             | يونسكو                                    | 1 نوفمبر 1962        | 4 نوفمبر 1946          |
|             | مؤسسة التنمية الدولية                     | 14 فبراير 1991       | 1 أكتوبر 1974          |
|             | مؤسسة التمويل الدولية                     | 14 فبراير 1991       | 31 أغسطس 1961          |
|             | الاتحاد البريدي العالمي                   | ?                    | ?                      |
|             | الاتحاد الدولي للاتصالات                  | 27 أغسطس 1964        | 3 يونيو 1878           |

## وصلات خارجية
- موقع وزارة الخارجية المنغولية
- موقع وزارة الخارجية النيوزيلندية